# A2 Ethniki 1994-1995
L'A2 Ethniki 1994-1995 è stata la 34ª edizione della seconda divisione greca di pallacanestro maschile. La 9ª edizione con il nome di A2.

## Classifica finale
| #  | Teams                         | P  | V  | P  | Pt | Qualificate |
| -- | ----------------------------- | -- | -- | -- | -- | ----------- |
| 1  | Papagou                       | 26 | 18 | 8  | 44 | Promozione  |
| 2  | Iraklio                       | 26 | 17 | 9  | 43 | Promozione  |
| 3  | Milōn                         | 26 | 17 | 9  | 43 |             |
| 4  | Ionikos Neas Filadelfeias BC  | 26 | 17 | 9  | 43 |             |
| 5  | M.A.S. Filippos Thessalonikīs | 26 | 14 | 12 | 40 |             |
| 6  | Iōnikos Nikaias               | 26 | 14 | 12 | 40 |             |
| 7  | KAE Īlysiakos                 | 26 | 13 | 13 | 39 |             |
| 8  | Peiraïkos Syndesmos           | 26 | 13 | 13 | 39 |             |
| 9  | Esperos Kallithea             | 26 | 13 | 13 | 39 |             |
| 10 | MENT BC                       | 26 | 10 | 16 | 36 |             |
| 11 | Nestōr Thessalonikīs          | 26 | 10 | 16 | 36 |             |
| 12 | Komotinī                      | 26 | 10 | 16 | 36 |             |
| 13 | Panellīnios K.A.E.            | 26 | 9  | 17 | 35 | Retrocesse  |
| 14 | Dīmokritos Thessalonikīs      | 26 | 7  | 19 | 33 | Retrocesse  |